# Los Angeles Times
Los Angeles Times (també conegut com a LA Times) és un diari publicat a Los Angeles als Estats Units.
Després del The New York Times és el segon diari dels Estats Units amb una circulació de 900.000 lectors al dia.
El 4 de desembre de 1881 va ser publicat per primera vegada, l'editor era Harrison Gray Otis un antic coronel de l'exèrcit la família del qual va mantenir la propietat del diari fins a l'any 2000.
En la dècada dels anys seixanta del segle xx va evolucionar des de les posicions polítiques pròximes la partit Republicà fins a les del partit Demòcrata.
Els propietaris del diari mantenien també una gran activitat econòmica i financera.
El 2000 la companyia editora va ser comprada per la Tribune Company de Chicago.